# Famille Hippius
 (décembre 2024).
La famille Hippius (en russe Gippius, Гиппиус) est une famille germano-balte active principalement en Estonie et à Saint-Pétersbourg. 

## Histoire
La famille remonte à Jochem Hingst (1515-1578), maire de la ville mecklembourgeoise de Plau am See. Son arrière-petit-fils Jacob Gottfried Hingst (1640-1691) s'installe à Tallinn (Reval) en Estonie avant 1670 et change son nom en Hippius, du grec hippos signifiant cheval, étalon. Il est l'ancêtre de la famille germamo-balte qui a donné notamment des commerçants, des maires et des artistes. La famille est par la suite intégrée à la noblesse russe en la personne de Christian Friedrich Hippius (1736-1824), maire de Tallinn.

## Personnalités
- Jochem Hingst (1515-1578), économe de l'Église, conseiller puis maire de Plau am See en 1573.
- Albrecht Hingst († 1617), conseiller, maire de Plau (1613). Fils du précédent.
- Albert Hengst, maire de Plau (1622), s'installe à Glückstadt avant 1640. Fils du précédent.
- Jacob Gottfried Hippius (1640-1691), marié en 1670 à Reval, notaire au tribunal régional supérieur. Fils du précédent.
- Christian Heinrich Hippius (1710-1763), bailli (Schlossvogt) du château de Reval (Tallinn), administrateur de l'Eglise (Oeconomus templi).
- Thomas Hippius (1711-1774), marchand et notaire-céréalier à Tallinn.
- Johann Friedrich Hippius (1714-1766), conseiller de Tallinn.
- Christian Friedrich Hippius (de) (1736-1824), marchand, maire de Tallinn.
- Joachim Rudolph von Hippius (1764–1825), marchand, Aîné de la Grande guilde de Tallin. Fils du précédent.
- Carl Friedrich von Hippius (de) (1792–1875), conseiller d'Etat à Saint-Pétersbourg. Fils du précédent.
- Nikolai Romanowitsch Hippius († 1881), avocat, haut magistrat, président de Tribunal.
- Zinaïda Nicolaïevna Hippius (1869-1945), poétesse russe. Fille du précédent.
- Tatjana Nikolajewna Hippius (de) (1877-1957), graphiste russe, sœur de la précédente.
- Wilhelm (Wassili Iwanowitsch) Hippius (de) (1853–1918), conseiller privé (Geheimrat) à Saint-Pétersbourg. Cousin germain des précédentes.
- Vladimir Hippius (1876–1941), écrivain et professeur russophone, poète symboliste.
- Alexandre Hippius (1878-1942), avocat russe, proche ami du jeune Alexandre Blok. Fils du précédent.
- Tatjana Alexandrowna Hippius (de) (1907–1997), peintre. Nièce du précédent.
- Thomas Hippius (de) (1762-1819), pasteur protestant, père du suivant.
- Gustav Adolf Hippius ( 1792-1856), peintre russo-estonien; père des architectes Otto et Karl Hippius.
- Otto Gustavovitch Hippius (ru) (1826-1883), architecte russe, fils du précédent.
- Karl Gustav Hippius (de) (1831–1880), peintre et architecte, frère du précédent.
- Karl Karlovitch Hippius (ru) (1864-1941), architecte russe. Fils du précédent.
- Alexandre Ivanovitch (ru) (1855°), lieutenant-général russe (1912). Chevalier 1ère classe des ordres de Saint-Stanislas et de Sainte-Anne.
- Dmitri Ivanovitch Hippius (ru) (1812-1895), avocat et traducteur russe.
- Otto Gustavovitch Hippius (ru) (1826-1883), architecte russe, fils de Gustav Adolf.
- Vassili Vassilievitch Hippius (ru) (1890-1942), critique littéraire, poète et traducteur russe, frère de Vladimir Hippius.
- Vladimir Vassilievitch Hippius (1876-1941), poète, critique littéraire russe, frère de Vassili Hippius.
- Evgueni Vladimirovitch Hippius (ru) (1903-1985), ethnologue et musicologue soviétique.
- Rudolf Hippius (de) (1905-1945), psychologue germano-balte.
- Serguei Vassilievitch Hippius (ru) (1924-1981) réalisateur soviétique, professeur de théâtre.
- Alexei Alexievitch Hippius (ru) (1963), linguiste russe.
- Hanns Hippius (de) (1925-2021), psychiatre allemand.
- Marie Hippius (1909-2003), psychologue allemande.